# Oberhausen
Oberhausen là một thành phố trong bang Nordrhein-Westfalen của nước Đức. Thành phố có diện tích km², dân số thời điểm cuối năm 2009 là 214.990 người. Thành phố nằm bên sông 
Emscher trong khu vực Ruhr, Đức, nằm giữa Duisburg (cỡ 12 km) và Essen (cỡ 13 km). Thành phố đăng cai Liên hoan phim ngắn quốc tế Oberhausen và Gasometer Oberhausen của nó là một điểm neo của con đường di sản công nghiệp châu Âu. Trung tâm Đời sống biển của thành phố là nơi ở của bạch tuộc Paul.

## Lịch sử
Oberhausen đã được đặt tên theo ga đường sắt 1847 mà đã ga này lại lấy tên của nó từ lâu đài Oberhausen (tiếng Đức: Schloss Oberhausen). Quận mới được thành lập vào năm 1862 sau dòng người nhập cư vào làm việc tại các mỏ than và nhà máy thép. Khu vực thành thị trấn vào năm 1874, Oberhausen sáp nhập nhiều đơn vị lân cận như quận của Alstaden, các bộ phận của Styrum và Dümpten năm 1910. Sau khi trở thành thành phố vào năm 1901, Oberhausen đã sáp nhập các thị trấn Sterkrade và Osterfeld năm 1929. Nhà máy dầu tổng hợp Ruhrchemie AG ("Oberhausen-Holten" hoặc "Sterkrade / Holten") là một mục tiêu ném bom của Chiến dịch dầu của Thế chiến II, và các lực lượng Hoa Kỳ đã đến nhà máy ngày 4/4/1945.